# M-65 field jacket

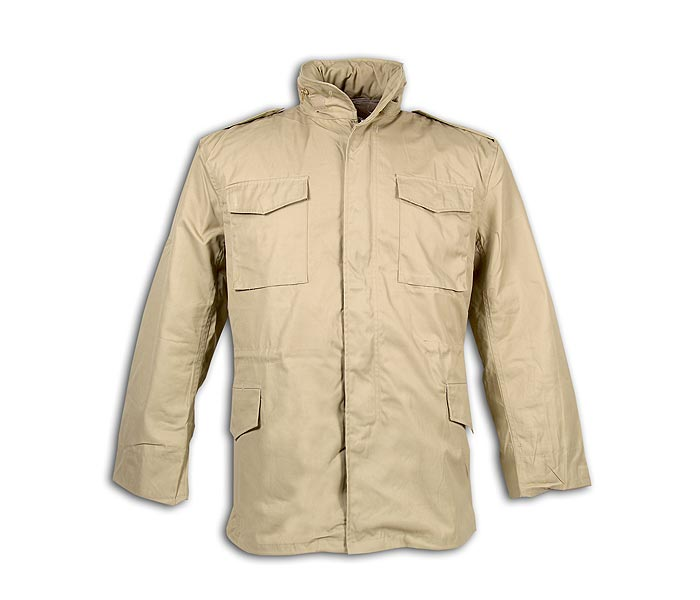
M-65 field jacket couleur beige.

La M-1965 field jacket (également abrégé M-65) est une veste de combat à coupe droite pour le temps froid produite pour l'US Army, l'US Air Force, l'US Navy et l'US Marines. Elle est faite d'un mélange nylon, coton satiné de 9 oz. (9 onces, soit 255,6 grammes par mètre carré de toile) résistant au vent avec un traitement hydrofuge.
Initialement conçue pour l'armée américaine en standards militaires MIL-DTL-43455K,, elle est maintenant devenu un élément classique de l'habillement civil.

## Historique
Cette veste fut introduite dans l'armée américaine en 1965 en remplacement de la veste M-1951, qui était elle-même une amélioration de la M-1943 field jacket de la Seconde Guerre mondiale.

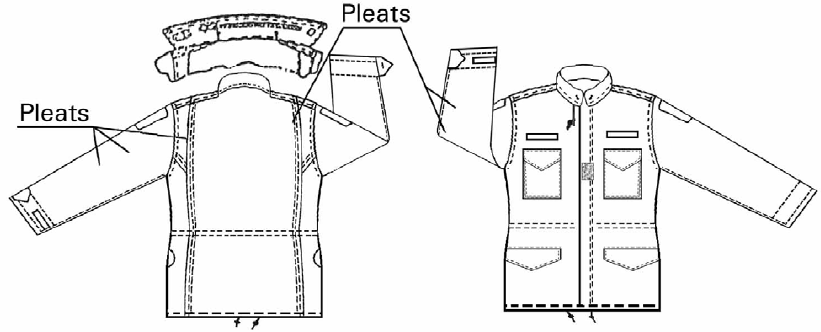
Veste M65 présentant les principales caractéristiques de ses spécifications.

Elle est dotée d'une capuche qui peut être enroulée et rangée dans une poche zippée à l'arrière du col, contrairement à la capuche boutonnée et détachable de la M-1951. La M-65 a également des attaches velcro sur les manches au niveau des poignets et sur le col. Elle possède en bas des manches des volets pointus qui se replient maintenus par un velcro destiné à protéger les mains par temps froid ou par temps de pluie. Ces volets ont été supprimés sur les modèles les plus récents. Une sangle équipée d'un velcro permet de fermer hermétiquement le col. Deux boutonnières sont prévues sur l'avers du col pour attacher la capuche Mle 1943 à l'aide des boutons des pattes d'épaules et d'un bouton cousu spécialement à gauche du col sur le volet de l'ouverture avant. 
La veste de combat M-65 a été largement utilisée par les Forces des États-Unis durant la guerre du Viêt Nam. Elle est devenue particulièrement utile pour les troupes en service sur les hauts plateaux du centre du Vietnam Sud. Elle permettait de maintenir au chaud les soldats lors du temps froid qui venait après les pluies de la mousson. Cette veste demeura la dotation normale pour les troupes américaines dans plusieurs autres guerres partout dans le monde.
Lancée à l'origine en couleur verte OG-107, elle a été produite en  "désert camouflage pattern- (6 colors) "chocolat chip" pour la guerre du Golfe; en "Woodland Pattern" à partir de 1982 pour tous les autres théâtres, en désert camouflage (3 colors), à partir de 1990  en "Universal Camouflage Pattern UCP)" à partir de 2005 et en couleur sable unie, à destination de l'Iran ou des pays du Golfe à la fin des années 1970. Elle est  maintenant produite dans une grande variété de couleurs et de motifs, kaki, bleu, noir, etc. y compris en camouflages "Flecktarn" allemand. La partie avant de la veste dispose de deux grandes poches de hanche avec sac intérieur et deux poches de poitrine plaquées avec soufflet à l'extérieur. Les deux types de poches sont recouverte d'un volet de forme pointu fermé par un bouton pression de module 2,5 mm. L'ensemble des poches est cousu trois fois. La partie à l'arrière du col de la veste dispose d'une fermeture à glissière qui abrite une capuche de protection montée sur un tissu de tricot elastique. Les vestes M-65 fabriquées aux spécifications militaires (Milspec) pour le gouvernement américain portent un numéro de contrat désigné de cette façon : DSA ... - ... - .... . La veste peut recevoir en plus une doublure amovible isolante boutonnée (liner) pour le temps froid.  
Fabricants :
La veste M-65 a été notamment produite pour les militaires par :
- Alpha Industries,
- So-Sew Styles inc,
- John Ownbey Co.,
- Propper,
- Golden Manufacturing,
- Sportsmaster Inc.
- Cherokee Industries Inc.
- Allen Overall Co. Inc.
- Apparel Corp. of America
- Rolane Sportswear Inc.
- Winfield International ou Winfield Manufacturing Co.
- Golden Mfg, Co. Inc.
- Issachar Manufacturing Co., Inc.

ainsi que beaucoup d'autres manufactures,. Elle a été abandonnée en 2009 au profit des vêtements de la gamme ECWS avec doublure micro poreuse.

## Dans la culture populaire
Cette veste est apparue dans plusieurs films, dont Taxi Driver, Serpico, Annie Hall, Rambo, Le Droit de tuer, Criminal, Schimanski, Terminator, RoboCop (1987), True Romance et La Proposition. La veste figurait également en bonne place dans Gilmore Girls. Plus récemment, elle a été portée par Liam Neeson dans le film Night Run. Les personnages de James Sunderland du jeu vidéo Silent Hill 2 ainsi que Lincoln Clay du jeu vidéo Mafia III portent une M-65. Elle est parfois portée par le personnage de Dean Winchester dans la série télévisée Supernatural.